# ماساو شيميزو
ماساو شيميزو (بالكانا:しみず まさお) هو ممثل ياباني، ولد في 5 أكتوبر 1908 بطوكيو في اليابان، وتوفي في 5 أكتوبر 1975 في اليابان.

## أعمال

### أفلام
- (1953) بوابة الجحيم
- (1954) المأمور سانشو

## وصلات خارجية
- ماساو شيميزو على موقع IMDb (الإنجليزية)
- ماساو شيميزو على موقع روتن توميتوز (الإنجليزية)
- ماساو شيميزو على موقع ألو سيني (الفرنسية)
- ماساو شيميزو على موقع قاعدة بيانات الفيلم (الإنجليزية)